# Јоца и чаробна лампа
Јоца и чаробна лампа је британска дечја телевизијска серија коју је направила Cosgrove Hall за телевизију Thames приказана на ITV мрежи, која траје од 1976. до 1979. године. Серију је написао и приповедао Брајан Труман, који је касније написао представе као што су Опасни миш и Паткула за Cosgrove Hall, и Кејт Муреј Хендерсон (некредитирана) као глас Јоцеве Мајке и лик Нутмега.

## Радња
Програм је био базиран на младићу од титуле и његовој лампи. Када је засјала на поду, лампа је отворила рупу у забавну димензију под називом Кукавица.
На почетку сваке епизоде Јоцова мајка га је ставила у кревет и рекла: "Добро спавај, Јоце." Тада се испод кревета појавио његов пас за кућне љубимце, Вордсворт, који је држао лампу у устима. Јоца је узео лампу и обасјао је на поду, отварајући портал земљи Кукавица (у којој је Вордсворт увек био заглављен). Портал се манифестовао као хелтер скелтер.
Када су стигли до краја слајда, излетели би у Земљу кукавице са дна дебла и слетели на трамболина. Све је то пратила песма Џоја Грифитса. Једном у земљи кукавице, забава би почела

## Сољашње везе
- Јоца и чаробна лампа на веб-сајту  (језик: енглески)